# سباستین ریپ
سباستین ریپ (انگلیسی: Sebastián Riep؛ زادهٔ ۲۰ فوریهٔ ۱۹۷۶) بازیکن فوتبال اهل آرژانتین است.
از باشگاه‌هایی که در آن بازی کرده‌است می‌توان به باشگاه فوتبال ریور پلاته، باشگاه ورزشی بارسلونا، باشگاه فوتبال المپیاکوس، باشگاه ورزشی اتلتیکو جونیور، باشگاه فوتبال بارسلونا، باشگاه فوتبال آویسپا فوکوئوکا، باشگاه فوتبال کاراکاس، و باشگاه فوتبال اورتون اشاره کرد.